# Alföldi Kéktúra
Az Alföldi Kéktúra (röviden AK) az Alföldön áthaladó túraút, hazánk második leghosszabb túraútvonala. A hozzá kapcsolódó jelvényszerző mozgalom szervezését, az útvonal jelzéseinek és pecsételőhelyeinek karbantartását a Magyar Természetjáró Szövetség végzi.
Az Országos Kéktúra, a Rockenbauer Pál Dél-dunántúli Kéktúra és az Alföldi Kéktúra alkotja együtt az Országos Kékkört.

## Története
Az Országos Kéktúra és a Dél-dunántúli Kéktúra mellett az 1990-es évek elején megjelent az igény egy új útvonalra, amely az Alföldet is feltárja. Az Alföldi Kék útvonalát 1996-ban adták át, a teljes jelzéshálózat, és a túramozgalom hivatalos pecsételőfüzete pedig 2000-re készült el. 2006-ban a Magyar Természetbarát Szövetség támogatást kapott a Kékkör útvonalainak rendbetételére, ekkor az AK-n is megtörtént a jelzések frissítése, és néhol az útvonal korrekciója is.
A túraút egyes szakaszait az Európai Gyalogtúra Szövetség bekapcsolta az Európai Hosszútávú Vándorutak hálózatába:
- A Szekszárd – Mindszent szakasz az E7,
- a Sátoraljaújhely – Berettyóújfalu szakasz pedig az E3 és az E4 része.[1]

2020. március 23-án jelent meg az Alföldi Kéktúra új igazolófüzete, amellyel egyidejűleg megváltozott a túra szakaszolás és kiírása is. A teljes túratávot 13 szakaszra osztották fel, és 20 új bélyegzőhelyet létesítettek. Fontos változás, hogy a továbbiakban már csak gyalog lehet teljesíteni a túrát, azonban 2021. június 30-ig – kizárólag a használatban lévő régi igazolófüzetekkel – a kerékpáros teljesítés is lehetséges.

## Útvonala
A túraútvonal Szekszárdon, a Rockenbauer Pál Dél-Dunántúli Kéktúra végpontjánál kezdődik, és az Alföld sok nevezetességének érintése után Sátoraljaújhelyen ér véget.
Az alábbi útvonal gyalogosan (a használatban lévő régi igazolófüzetekkel 2021. június 30-ig kerékpárral is), tetszőleges sorrendben, bármennyi idő alatt, és bármelyik irányban teljesíthető.
| Szakasz | Végpontok (-tól, -ig)           | Táv (km) | Szint (+/- m) | Idő (óra : perc) |
| ------- | ------------------------------- | -------- | ------------- | ---------------- |
| AK-01   | Szekszárd – Bajai átkelés       | 45,8     | +60/-65       | 11:40'           |
| AK-02   | Bajai átkelés – Hajósi pincék   | 52,4     | +170/-165     | 13:20'           |
| AK-03   | Hajósi pincék – Petróczi-iskola | 64       | +125/-90      | 16:20'           |
| AK-04   | Petróczi-iskola – Mindszent vá. | 97,6     | +55/-100      | 24:40'           |
| AK-05   | Mindszent vá. – Szarvas         | 75,2     | +45/-45       | 19:00'           |
| AK-06   | Szarvas – Dévaványa             | 76,6     | +55/-55       | 19:20'           |
| AK-07   | Dévaványa – Vésztő vá.          | 47,4     | +20/-25       | 11:50'           |
| AK-08   | Vésztő vá. – Berettyóújfalu     | 101,4    | +35/-25       | 25:00'           |
| AK-09   | Berettyóújfalu – Létavértes     | 67       | +75/-45       | 16:50'           |
| AK-10   | Létavértes – Halápi csárda      | 59       | +205/-200     | 15:00'           |
| AK-11   | Halápi csárda – Nyírbátor       | 65,1     | +360/-335     | 16:50'           |
| AK-12   | Nyírbátor – Kisvárda            | 51,1     | +140/-190     | 13:00'           |
| AK-13   | Kisvárda – Sátoraljaújhely      | 65,6     | +170/-175     | 17:00'           |
|         | Összesen:                       | 868,2    | +1515/-1515   | 220:00'          |

## További információ
- Kilencrészes túrabeszámoló az MTSZ honlapján: mtsz.org - Élet a Kéken - Alföldi Kéktúra összefoglaló. mtsz.org. [2019. február 2-i dátummal az eredetiből archiválva]. (Hozzáférés: 2019. február 1.)